# Stellaria circinata
Stellaria circinata är en nejlikväxtart som beskrevs av Pierfelice Ravenna. Stellaria circinata ingår i släktet stjärnblommor, och familjen nejlikväxter. Inga underarter finns listade i Catalogue of Life.